# Oidier
Oidier eller Oidiesporer är en sorts hos vissa svampar förekommande sporer, vilka bildas på spetsen av hyfer av avvikande utseende därigenom, att hyferna delar sig i korta celler, som frigörs från varandra genom klyvning av tvärväggarna.